# Partido Progresista Reformador
El Partido Progresista Reformador (en portugués: Partido Progressista Reformador, PPR) fue un partido político brasileño creado tras la fusión entre el Partido Democrático Social (PDS) y el Partido Demócrata Cristiano (PDC) en una convención nacional el 4 de abril de 1993.

## Aparición
Como sucesor del PDS y otras organizaciones creadas tras la reforma partidaria de 1979 en el gobierno de João Figueiredo, el Partido Progresista Reformador tenía en Paulo Maluf, entonces alcalde de São Paulo, su liderazgo más conocido. Para que la nueva agrupación naciera, el PDS y el PDC realizaron convenciones por separado antes de decidir por la unión e incluso con la propuesta ya acordada, hubo una disputa interna sobre cuál sería el nombre de la nueva agremiación y en ello venció la propuesta del senador Jarbas Passarinho (la otra propuesta era denominar a la colectividad como Partido Progresista Democrático).
En términos geopolíticos la fusión combinó la relevancia que el PDS poseía en el centro-sur del país y los enclaves del PDC en la Amazonía y el nordeste. La nueva agrupación reunió en total a 9 senadores y 68 diputados federales integrantes de la tercera mayor bancada del Congreso Nacional, teniendo como líderes al senador Epitácio Cafetera y al diputado José Luís Maia, mientras la presidencia nacional de la agrupación le correspondió al senador Esperidio Amin. Sus bancadas en el Congreso Nacional se constituyeron después del 8 de junio de 1993 cuando el Tribunal Superior Electoral aceptó su solicitud de registro.
Además de la alcaldía de São Paulo con Paulo Maluf, el PPR controlaba las ciudades de Boa Vista con Teresa Surita, Manaos con Amazonino Mendes y Palmas con Eduardo Siqueira Campos de acuerdo a los resultados de las elecciones de 1992 y también gobernaba en Acre, región administrada por Romildo Magalhães.

## Participación y rendimiento electoral
El PPR presentó la candidatura presidencial de Esperidião Amin, con Gardena Gonçalves como candidato a vicepresidente en 1994; en las elecciones el partido se ubicó en sexto lugar con 1.739.458 votos, equivalentes al 2,75% del total.
Eligió tres gobernadores de estado, dos senadores, 51 diputados federales y 113 diputados estatales.
El 14 de septiembre de 1995 se fusionó con el Partido Progresista y así formó el Partido Progresista Brasileño (PPB) que dio sustento a los dos gobiernos de Fernando Henrique Cardoso y en 2003 cambió su denominación al actual Partido Progresista.
Utilizaba el número 11 como identificador del partido, el cual también fue el número utilizado por sus sucesores: el Partido Progresista Brasileño (1995-2003) y el Partido Progresista (2003-actualidad); así como también era el número utilizado por su antecesor, el Partido Democrático Social, sustituto de la Alianza Renovadora Nacional (ARENA).